# Pampow
Pampow är en kommun och ort i Landkreis Ludwigslust-Parchim i förbundslandet Mecklenburg-Vorpommern i Tyskland.
Kommunen ingår i kommunalförbundet Amt Stralendorf tillsammans med kommunerna Dümmer, Holthusen, Klein Rogahn, Schossin, Stralendorf, Warsow, Wittenförden och Zülow.